# Braxnasjön
Braxnasjön är en sjö i Askersunds kommun i Närke och ingår i Norrströms huvudavrinningsområde. Sjön har en area på 0,0675 kvadratkilometer och ligger 133,8 meter över havet.

## Delavrinningsområde
Braxnasjön ingår i det delavrinningsområde (653289-143920) som SMHI kallar för Utloppet av Östersjön. Medelhöjden är 161 meter över havet och ytan är 15,69 kvadratkilometer. Det finns inga avrinningsområden uppströms utan avrinningsområdet är högsta punkten. Avrinningsområdets utflöde Norrström (Eskilstunaån) mynnar i havet. Avrinningsområdet består mestadels av skog (87 procent). Avrinningsområdet har 1,15 kvadratkilometer vattenytor vilket ger det en sjöprocent på 7,3 procent.